# 5089 Nádherná
5089 Nádherná este un asteroid din centura principală, descoperit pe 25 septembrie 1979, de Antonín Mrkos.